# Ekin Cheng

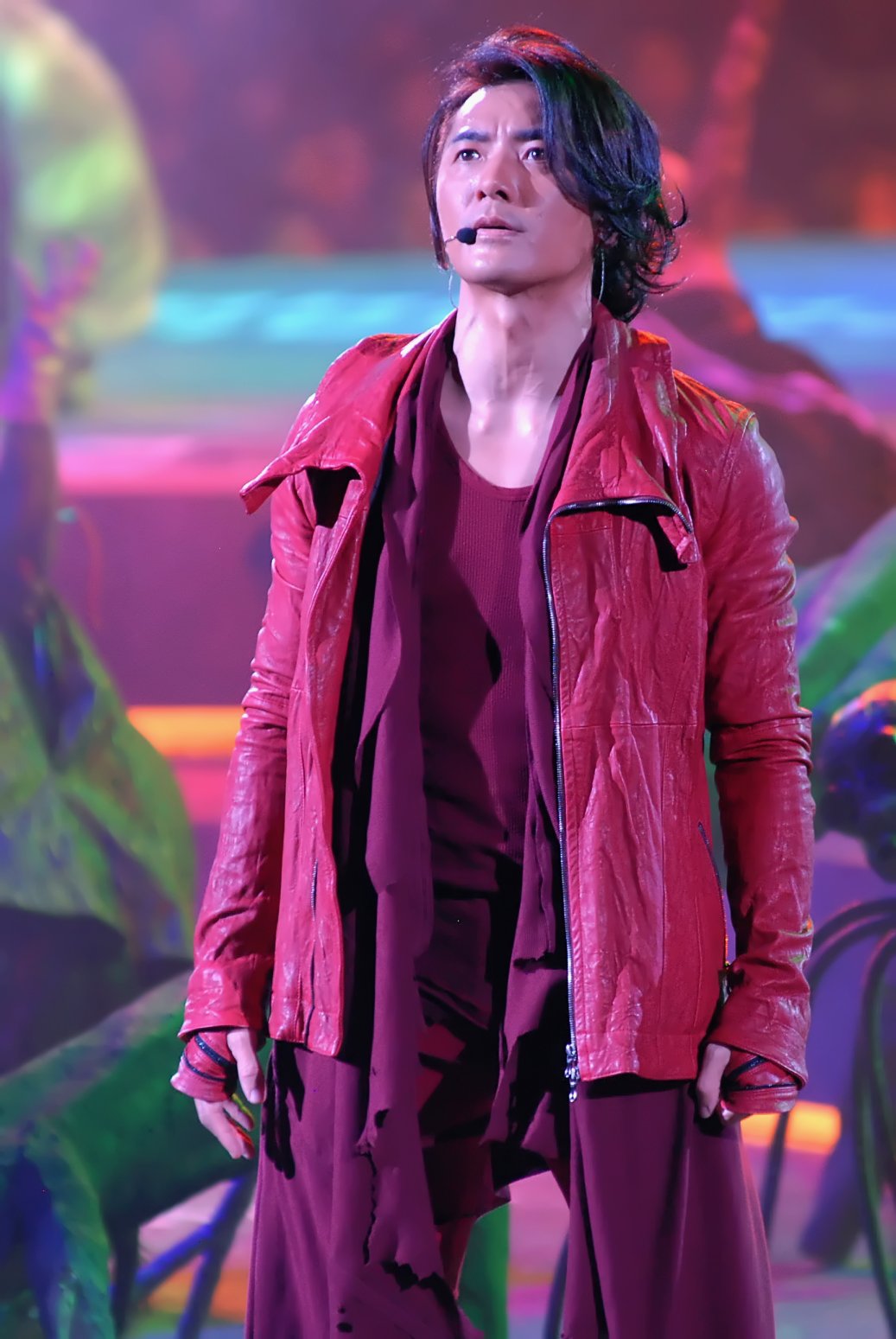
Ekin Cheng, 2011

Ekin Cheng (chinesisch 鄭伊健 / 郑伊健, Pinyin Zhèng Yījiàn, Jyutping Zeng6 Ji1gin6, kantonesisch Cheng Yee Kin; * 4. Oktober 1967 in Hongkong) ist ein chinesischer Schauspieler und Sänger, der in Hongkong-Spielfilmproduktionen auftritt. 

## Leben und Werk
Ekin Cheng benutzte in den Anfängen seiner Karriere den Namen Dior, weil seine Schwester ihn immer so rief. Auch wurde er unter dem Namen „Noodle Cheng“ bekannt, einem sehr bekannten chinesischen Nudelprodukt.
Als er noch zur Schule ging, begann er schon bei TVB, einem bekannten  Hongkonger Fernsehsender, in Werbespots mitzuwirken.
Man bot ihm an in der TVB Martial Arts School Kampfsport-Unterricht zu nehmen, er wechselte aber lieber zur Acting School des Senders, um Schauspielunterricht zu erhalten.
Während des Studiums nahm er an Gesangswettbewerben teil.
Sein erster Film war 1992 ein Gangsterfilm um die chinesischen Triaden, Girls without Tomorrow, in dem er noch Dior Cheng genannt wurde. Seine Rollenwahl beschränkte sich damals noch auf das Mitwirken in vielen Komödien und Fernsehfilmen. In Deutschland ist der Schauspieler überwiegend durch seine Thriller und Actionfilme bekannt.
Neben der Filmerei macht Cheng Musik, gibt Konzerte und spricht Hörspiele.

## Privates
Er hat einen älteren Bruder und eine jüngere Schwester. Er ist verheiratet mit Yoyo Mung.

## Filmografie (Auswahl)
- 1993: Future Cops
- 1994: Return to a Better Tomorrow
- 1996: Young and Dangerous (Goo waak zai: Yan joi gong woo)
- 1996: Young and Dangerous 2 (Goo waak zai 2: Maang lung gwoh gong)
- 1997: Young and Dangerous 3 (Goo waak zai 3: Jek sau je tin)
- 1997: We´re no Bad Guys (Ai shang 100% ying xiong)
- 1997: Young and Dangerous 4 (97 Goo waak zai: Zin mo bat sing)
- 1998: Stormriders
- 1998: Hot War
- 1998: Young and Dangerous 5
- 1999: A Man called Hero
- 2000: Tokio Raiders
- 2000: The Duel
- 2000: Young and Dangerous 6
- 2001: Running out of Time 2
- 2001: The Legend of Zu / Zu Warriors 2
- 2002: My Wife is 18
- 2003: Twins Effect
- 2003: Heroic Duo
- 2004: Ab-normal Beauty
- 2006: Divergence
- 2006: Re-Cycle
- 2009: The Storm Warriors
- 2012: My Sassy Husband (Wo lao gong wu sheng xing)
- 2013: Die Söhne des General Yang (Yang jia jiang)
- 2014: Break Up 100
- 2015: Full Strike (Chuen lik kau saat)
- 2016: iGirl
- 2018: Legends of the Three Kingdoms
- 2018: Golden Job